# Pasta Zara
Pasta Zara è un'azienda alimentare italiana con sede a Riese Pio X (provincia di Treviso) specializzata nella produzione di pasta.

## Storia
Fondata nel 1898 da Emanuele Bragagnolo come piccolo laboratorio di pasta, vent'anni più tardi, nel 1918, la società è trasformata dal figlio Umberto in attività industriale: la sede è a Castelfranco Veneto e l'azienda prende il nome di Pastificio Elettrico Bragagnolo.
Nel 1932 Umberto apre un secondo stabilimento a Zara, all'epoca italiana, e lo chiama Pastificio Adriatico. Ma alla fine della Seconda guerra mondiale lo stabilimento è confiscato dal regime di Tito e Umberto è costretto a fuggire da Zara e a ritornare a Castelfranco Veneto.
Alla guida del pastificio arriva la terza generazione con Franco Bragagnolo: costruisce nel 1965 lo stabilimento di Riese Pio X e, in ricordo dell'esperienza di Zara, chiama la società Pasta Zara. Negli anni settanta inizia l'esportazione che nel tempo diventerà sempre più significativa. Nel 1997 la guida dell'azienda passa alla quarta generazione: Furio (presidente), Arianna, Umberto, Franca.
Nel 2002 è stato realizzato un secondo stabilimento a Muggia, nei pressi di Trieste, e nel 2010 è stato acquisito il Pastificio Pagani con stabilimento a Rovato, nel bresciano. Pasta Zara è presente in 108 paesi, l'export rappresenta l'80% e il 13,5% della pasta consumata nel mondo è Zara. La produzione potenziale dei tre stabilimenti è di 400 000 tonnellate l'anno (22 le linee di produzione) e giornalmente vengono prodotte 1500 tonnellate di pasta.
Nel mercato italiano Pasta Zara è presente anche con i marchi di alcuni supermercati, come Lidl (Marca: Combino), Coop.
Nel 2013 entra nel capitale dell'azienda con il 18,86% Simest, la merchant bank controllata da Cassa depositi e prestiti, affiancando così Friulia, la finanziaria della Regione Friuli, che già nel 2009 aveva acquisito il 10,34% di Pasta Zara. La famiglia Bragagnolo mantiene il controllo con il 74,86% attraverso una holding, Ffauf sa, con sede in Lussemburgo. Ben presto l'azienda finisce in gravi difficoltà in quanto sui conti della società pesano le svalutazioni delle azioni della Banca Popolare di Vicenza e di Veneto Banca che Pasta Zara aveva in portafoglio. Nel 2017 è emersa così una perdita di circa 25 milioni che ha ridotto il patrimonio netto a una settantina di milioni.
A maggio 2018 l'azienda, con un indebitamento salito a 255 milioni e il mancato pagamento delle cedole di un minibond da 5 milioni, è costretta a chiedere il concordato proprio a causa della vicenda delle banche venete. Nomina anche un manager esterno, Angelo Rodolfi, specializzato nelle ristrutturazioni aziendali, nel ruolo di amministratore delegato. Nell'ottobre del 2020 l'azienda è costretta a cedere lo stabilimento di Muggia alla Barilla per un corrispettivo di 118 milioni di euro.
A fine 2021 l'azienda chiude definitivamente lo stabilimento di Rovato (BS) lasciando a casa 81 lavoratori.
Attualmente l'azienda ha sede a Riese Pio X e detiene 8 linee di produzione, la famiglia Bragagnolo ne rimane proprietaria e Mauro Albani è l'attuale amministratore delegato. Il marchio Pasta Zara continua ad esistere e viene venduto principalmente all'estero. L'azienda ha anche da poco lanciato un nuovo marchio di Pasta al bronzo nominato Pastificio Bragagnolo, tornando così alle origini del nome.